# Campionato americano femminile di pallacanestro 1993
Il 2º Campionato americano femminile di pallacanestro FIBA (noto anche come FIBA Americas Championship for Women 1993) si svolse dal 26 giugno al 4 luglio 1993 a San Paolo, in Brasile.
I Campionati americani femminili di pallacanestro sono una manifestazione biennale tra le squadre nazionali organizzato dalla FIBA Americas. L'edizione 1993 garantiva alle prime quattro classificate l'accesso diretto al Campionato mondiale femminile di pallacanestro 1994.

## Squadre partecipanti
- Argentina
- Brasile
- Canada
- Cile
- Cuba
- Messico
- Porto Rico
- Stati Uniti

## Prima fase

### Gruppo A
| Squadra     | G | V | P | PF  | PS  | DP   |
| ----------- | - | - | - | --- | --- | ---- |
| Stati Uniti | 3 | 3 | 0 | 302 | 169 | +133 |
| Canada      | 3 | 2 | 1 | 246 | 170 | +76  |
| Messico     | 3 | 1 | 2 | 162 | 236 | -74  |
| Cile        | 3 | 0 | 3 | 133 | 268 | -135 |

### Risultati
| San Paolo 26 giugno 1993                | Stati Uniti | 84 – 74 | Canada |  |
| \| \| \| \| \| Leslie 23 \| Punti \| \| |             |         |        |  |
|                                         |             |         |        |  |
| Leslie 23                               | Punti       |         |        |  |

| San Paolo 26 giugno 1993 | Messico | 64 – 50 | Cile |  |

| San Paolo 27 giugno 1993 | Canada | 89 – 44 | Messico |  |

| San Paolo 27 giugno 1997              | Stati Uniti | 121 – 41 (61-21) | Cile |  |
| \| \| \| \| \| Azzi 30 \| Punti \| \| |             |                  |      |  |
|                                       |             |                  |      |  |
| Azzi 30                               | Punti       |                  |      |  |

| San Paolo 28 giugno 1993                | Stati Uniti | 97 – 54 | Messico |  |
| \| \| \| \| \| Bolton 19 \| Punti \| \| |             |         |         |  |
|                                         |             |         |         |  |
| Bolton 19                               | Punti       |         |         |  |

| San Paolo 28 giugno 1993 | Canada | 83 – 42 (43-30) | Cile |  |

### Gruppo B
| Squadra    | G | V | P | PF  | PS  | DP  |
| ---------- | - | - | - | --- | --- | --- |
| Brasile    | 3 | 3 | 0 | 287 | 237 | +50 |
| Cuba       | 3 | 2 | 1 | 291 | 219 | +72 |
| Porto Rico | 3 | 1 | 2 | 196 | 267 | -71 |
| Argentina  | 3 | 0 | 3 | 222 | 273 | -51 |

### Risultati
| San Paolo 26 giugno 1993 | Cuba | 101 – 64 | Porto Rico |  |

| San Paolo 26 giugno 1993 | Brasile | 95 – 93 | Argentina |  |

| San Paolo 27 giugno 1993 | Brasile | 94 – 56 (44-29) | Porto Rico |  |

| San Paolo 27 giugno 1993 | Cuba | 102 – 57 | Argentina |  |

| San Paolo 28 giugno 1993 | Brasile | 98 – 88 (59-53) | Cuba |  |

| San Paolo 28 giugno 1993 | Porto Rico | 76 – 72 | Argentina |  |

## Girone finale
| Squadra     | G | V | P | PF  | PS  | DP  |
| ----------- | - | - | - | --- | --- | --- |
| Brasile     | 3 | 3 | 0 | 311 | 250 | +61 |
| Stati Uniti | 3 | 2 | 1 | 265 | 230 | +35 |
| Cuba        | 3 | 1 | 2 | 286 | 291 | -5  |
| Argentina   | 3 | 0 | 3 | 196 | 287 | -91 |

### Risultati
| San Paolo 30 giugno 1993 | Brasile | 82 – 70 (51-35) | Canada |  |

| San Paolo 30 giugno 1993                | Stati Uniti | 89 – 78 (50-40) | Cuba |  |
| \| \| \| \| \| Leslie 21 \| Punti \| \| |             |                 |      |  |
|                                         |             |                 |      |  |
| Leslie 21                               | Punti       |                 |      |  |

| San Paolo 1º luglio 1993, ore 17:00 | Brasile | 89 – 76 | Cuba |  |

| San Paolo 1º luglio 1993                 | Stati Uniti | 76 – 69 (33-38) | Canada |  |
| \| \| \| \| \| Steding 17 \| Punti \| \| |             |                 |        |  |
|                                          |             |                 |        |  |
| Steding 17                               | Punti       |                 |        |  |

| San Paolo 2 luglio 1993 | Canada | 61 – 54 | Cuba |  |

| San Paolo 2 luglio 1993                 | Brasile | 99 – 92 (d.1t.s.) (?, 85-85) | Stati Uniti |  |
| \| \| \| \| \| \| Punti \| 19 Leslie \| |         |                              |             |  |
|                                         |         |                              |             |  |
|                                         | Punti   | 19 Leslie                    |             |  |

## Finali
- 7º - 8º posto

| San Paolo 30 giugno 1993 | Argentina | 84 – 46 | Cile |  |

- 5º - 6º posto

| San Paolo 30 giugno 1993 | Messico | 64 – 61 | Porto Rico |  |

- 3º - 4º posto

| San Paolo 4 luglio 1993 | Canada | 61 – 54 | Cuba |  |

- 1º - 2º posto

| San Paolo 4 luglio 1993                 | Stati Uniti | 106 – 92 | Brasile |  |
| \| \| \| \| \| Leslie 24 \| Punti \| \| |             |          |         |  |
|                                         |             |          |         |  |
| Leslie 24                               | Punti       |          |         |  |

## Classifica finale
| Campione d'america | Campione d'america | Campione d'america |
| --- | ------------------ | --- |
| Stati UnitiAzzi, Berry, Bolton, Burge, Godby, Goodenbour, Head, Leslie, McCray, McGhee, Staley, Steding, All. Tara VanDerveer |                    | |
| Argento | Brasile            | Brasile4 Hortência, 5 Helen, 6 Silvinha, 7 Leila Sobral, 8 Paula, 9 Janeth, 10 Roseli, 11 Marta Sobral, 12 Ruth, 13 Alessandra, 14 Cíntia Tuiú, 15 Lígia, All. Miguel Ângelo da Luz |
| Bronzo | Canada             | CanadaBlackwell, Boucher, Evans, Jerant, Karch, Lange, Molcak, Scott, Smith, Stewart, Thompson, All. Kathy Shields                                                                  |
| 4. | Cuba               | CubaBorrell, Castillo, Enríquez, Gómez, Henry, Hernández, Herrera, León, Martínez, Seino, Vigil, Villaurrutia, All. Manuel Pérez                                                    |
| 5. | Messico            | MessicoV. Arroyos, Z. Arroyos, Castelo, Gaytán, Gómez, González, Hernández, Manzo, Mejia, Montfort, Pineda, Romero, All. -                                                          |
| 6. | Porto Rico         | Template:Porto Rico femminile di pallacanestro ai campionati americani 1993 |
| 7. | Argentina          | Argentina4 Nicolini, 5 Quinteros, 6 Rosolen, 7 Ferazzoli, 8 Van Der Wee, 9 Safratti, 10 Galé, 11 Quatrocchi, 12 Avaro, 13 Alomo, 14 Lima, 15 Alonso, All. Eduardo Pinto             |
| 8. | Cile               | Template:Cile femminile di pallacanestro ai campionati americani 1993 |